# 怜情蜜意
《怜情蜜意》（英語：Tender Mercies）是一部于1983年上映的美国剧情片，由布鲁斯·贝尔斯福德执导，霍顿·福特编剧，主要情节围绕一位名叫麦克·斯莱奇的酗酒乡村音乐歌手展开，该角色由男演员罗伯特·杜瓦尔出演。其他几位配角包括泰丝·哈珀、贝蒂·巴克利、威尔福德·布利姆雷和艾伦·巴金等。
电影由百代影业投资，主要在德克萨斯州埃利斯县的县城瓦克薩哈奇进行拍摄。剧本曾被多位美国导演回绝直至澳大利亚导演贝尔斯福德接手。杜瓦尔亲自演唱了其角色在片中的歌曲，他开车在州内行进了超过1000公里，模仿当地口音演唱歌曲并录制下来，还与乡村乐队合作来为接演角色做准备。他与导演在电影制作期间曾多次发生冲突，其中有一次导演直接离开了片场，还有报道称后者正考虑退出剧组。
麦克·斯莱奇皈依基督教这一情节是电影的一个转折点，影片的主题包括关爱家庭的重要性，面对死亡时获得精神上救赎的可能性等。由于试映表现不佳，环球影业没有花费多少成本来宣传本片，杜瓦尔将此归咎于该公司对乡村音乐缺乏一个基本的认识和了解。
电影于1983年3月4日开始在有限的几家电影院上映。票房表现欠佳，但获得了专业影评人的赞誉并在第56届奥斯卡金像奖角逐中获得包括最佳影片奖在内的5项提名，最终赢得男主角奖和原著剧本奖。至今，这仍然是杜瓦尔唯一一次获奥斯卡奖。

## 剧情
麦克·斯莱奇是一位中年酗酒乡村歌手，这天早上他又一次从宿醉中醒来，发现自己身处德克萨斯州一条公路旁的破败汽车旅馆内，这里还是个加油站，店主是位名叫罗莎·李（泰丝·哈珀饰）的年轻寡妇，丈夫死于越战后她独自抚养两人的孩子桑尼（艾伦·哈伯德饰）。斯莱奇提出愿为她工作，以此换取一个房间住下来。她同意并且愿付工资，还会承担对方的一日三餐，但要求他工作时不准喝酒。每天吃过晚饭两人会聊会儿天，分享各自的生活经历，并逐渐产生了感情。
麦克下决心戒除酒瘾，重新开始自己的人生。过了一段时间，他与罗莎结婚了，两人开始定期上教堂。一天，一位报社记者找上门来，询问麦克是否不再做音乐而选择过上隐姓埋名的普通人生活。麦克拒绝回答他的问题，记者于是表示自己是在写一个有关麦克的故事，并且已经采访过他的前妻迪克茜·斯科特（贝蒂·巴克利饰），她也是位乡村歌手，而且正在附近地区表演。
记者的故事发表后，邻居们得知了麦克的过去，当地一个乡村/西部乐團赶来向他致敬。虽然麦克礼貌地迎接了他们，但还是不愿谈起自己的过去。之后他低调地来到前妻的演唱会现场，看到她充满激情地演唱自己多年前创作的歌曲，他没有听下去就离开并来到后台与迪克茜的经紀人，自己的老友哈里交谈。麦克给了对方一首自己创作的歌曲，请他拿给前妻看看。之后麦克还试图亲自与迪克茜谈谈，但她看到前夫后变得非常生气，并且警告对方离两人18岁大的女儿苏·安妮（Sue Anne，艾伦·巴金饰）远点儿。
回到家的麦克发现罗莎·李打翻了醋坛子，于是安慰她迪克茜就像是他的“毒药”，自己对她已经没有感情。之后哈里看起来是在迪克茜的催促下上门来告诉麦克，乡村音乐已经今不如昔，他的新歌也不怎么样。既感受伤又有些愤怒的麦克开车离开，还差一点撞了车。他下车后买了瓶威士忌，但还是成功克刻住自己没有喝直接倒掉了。回到家里，他告诉担忧的妻子和桑尼现在没事了。他还承认自己曾有数次试图抛弃罗莎·李，但还是发现自己做不到。之后不久，麦克和桑尼一起在罗莎的教堂接受了洗礼。
苏·安妮还是找上门来看望自己的亲生父亲，两人上一次见面时她还是个婴儿。麦克问她有没有收到自己写的信，她说妈妈都藏起来不给她看，而且还试图阻止她来见自己的生父，她还准备不顾母亲的反对和男友私奔。麦克承认自己以前酗酒的时候曾对前妻暴力相向，有一次甚至试图杀死对方而导致两人离婚。苏·安妮问爸爸还记不记得自己还是个婴儿时他常常唱给自己听的一首有关鸽子的歌，麦克表示自己早忘了，可就在女儿离开后，他开始唱起了《在鸽子的翅膀上》（On the Wings of a Dove，意译）。
桑尼在学校受到别的男同学欺负说他没有爸爸，他与麦克变得亲密起来。当地乡村乐队请求麦克授权他们表演他的一首歌，麦克同意了。之后他开始与这个乐队一起表演，并计划录制唱片，生活看起来开始有了盼头。可这新的快乐很快就被苏·安妮在一场车祸中丧生的噩耗打断了，葬礼在迪克茜位于纳什维尔的家中举行，麦克出席并且在前妻崩溃时安慰她。
回到家里，麦克对自己感情上的创伤保持沉默，但他也大声地质问为什么罗莎会在自己一无是处的时候决定收留自己、帮助自己甚至嫁给了他。他感叹着人生的无常，桑尼父亲和自己女儿的惨死。之后，麦克与罗莎和桑尼继续生活。电影的最后一幕，桑尼发现了一颗麦克留给他作为礼物的橄榄球。麦克站在野地裡看着旅馆，嘴裡唱起《在鸽子的翅膀上》。桑尼跑过来谢谢他的礼物，两人开始就在野地里玩起了抛接。

## 制作

### 编剧
曾有报道称剧作家霍顿·福特有考虑放弃电影编剧工作，因为他认为根据自己1952年的同名剧作改编的1966年电影《凯德警长》（The Chase）实在是太不理想。不过福特认为他1968年的另一部剧作在1972年的改编电影中表现要好得多，这重新燃起了他的创作热情，但也定下了一个规矩，那就是自己可以对最终的作品有一定程度的控制权。福特表示在自己事业的这个阶段，他对编剧权力的认识与好莱坞的现实有一定差异。“编剧当然应该占有主导地位，如果我们不喜欢什么，我们就能直接说出来……应该一直都是一种团队协作……但在好莱坞并非如此。一个编剧只是被请来写一个剧本的，这意味着你写好一个剧本后，这就是他们的东西了。”:107这重新燃起的兴趣促使福特开始编写《怜情蜜意》，这也是他首度专为电影撰写剧本。在传记作家乔治·特瑞·巴尔（George Terry Barr）看来，这个剧本反映了“福特向通常会拒绝制作这类个人电影的好莱坞系统开战的决心”:107。
这个故事部分是受到福特的外甥所启发，他通过奋斗在乡村音乐事业上获得了成功。福特起初有兴趣写一部基于外甥努力组建一个乐队为题材的电影，他将之看作是自己年轻时试图成为演员经历的一次回顾。不过在调研过程中，他见到了一位经验丰富并曾为外甥的乐队提供帮助的音乐家，并且福特觉得自己越来越对这位音乐家的故事感兴趣，而不再是乐队本身:108。福特表示，“这位老人已经经历过这一切。在我构思故事的过程中，我对这一类型的角色产生了浓厚的兴趣”。电影中的一幕有一位女粉丝问道：“你真是麦克·斯莱奇？”而他回应，“是的夫人，我想我曾经是的”。这一幕是基于福特偶然听到的一位过气明星和粉丝间的对话。福特表示整部电影都是以这句回答为支点，他相信这句话表明了麦克的个性和以前的地位:110-111。福特根据自己对他人努力戒酒的观察创作了斯莱奇战胜酒瘾的情节，他试图避免在讲述这一方面故事的时候存在过于戏剧性的倾斜:108。福特描述他的主角是“一个非常受伤的人……沉默就是他的武器”。他从《诗篇》中选择了“怜情蜜意”作为标题，来描绘主角与罗莎·李一角的关系，他表示后者只是在寻求“一时的怜情和蜜意”。福特力求把每个角色都描写得真实而且有缺陷，但又不是绝情寡义的类型:108。虽然剧本中传达了带有强烈宗教意味的精神信息，但福特觉得应该平衡这些宗教元素，并关注于每个人生活中都会面对的现实挑战:111。
电影史学家加里·艾格顿认为《怜情蜜意》的剧本是“霍顿·福特一生中进入最活跃专业时期的一个飞跃”:107。电影导演兼制片人艾伦·J·帕库拉认为这个剧本启动了个人电影制作的趋势，帮助定义了1980年代末美国的独立电影运动:116。

### 发展
杜瓦尔最早是以演员和助理制片人的身份加入到《怜情蜜意》的制作中，他之前曾在福特根据哈波·李同名小说改编的电影《杀死一只知更鸟》中演出。杜瓦尔表示自己是由于剧本中强调的基本价值观而加入的，其中的故事虽然只是发生在一个小地方，但其主题却是普世价值。杜瓦尔也感觉剧本并没有像许多好莱坞电影所做的那样以嘲弄的方式来描写美国中部地区的人们。杜瓦尔一开始的加入产生了一些传闻，称他有请福特专门为自己写一个剧本，但两人都对此予以否认:108。
福特将剧本拿给菲利普和玛丽·安·霍伯尔，这对夫妇经营着一家已经制作了超过200部纪录片的制片公司。福特觉得他们在纪录片方面的背景将赋予《怜情蜜意》那种自己和杜瓦尔都追求的真实感。霍伯尔夫妇看到剧本后表示喜欢并同意注资，这将成为他们作为制片人的故事片电影处女作。两人联系了英国的一家名叫百代影业的电影和电视制作公司，对方同意只要有杜瓦尔的参与，他们愿意提供财政支持，另外一个条件则是霍伯尔夫妇要找到一个好导演:155。许多美国导演都拒绝接拍这个剧本，这让福特和制片人一度担心电影可能永远都不能开拍。福特之后说，“地球上的每一个美国导演都拒绝了这部电影”。霍伯尔夫妇最终把剧本寄给了澳大利亚导演布鲁斯·贝尔斯福德，后者执导的《烈血焚城》（Breaker Morant）于1980年上映，给两人留下了深刻的印象。菲利普·霍伯尔表示，“我们在《烈血焚城》中看到的正是自己身为电影人的目标——对环境的关注，一次直截了当的介绍，这几乎就是一部纪录片的手法。”
贝尔斯福德希望能拍一部高成本、大制作的好莱坞电影，《烈血焚城》获得成功后他收到了约150个好莱坞剧本可以作为潜在项目，通常他收到一个剧本后要过上几星期才会翻阅，但《怜情蜜意》的运气要好得多，他马上就看了。剧本很快引起了他的兴趣，部分是因为其中呈现了他极少在电影剧本中看到过的美国乡村生活。多位参与了《怜情蜜意》项目的电影人都对请一位澳大利亚导演来执导一部有关乡村音乐明星的电影抱有疑虑，贝尔斯福德自己也觉得这个决定有些怪，但还是静下心来，因为自己的确想拍这部电影。他联系了百代影业给自己一个月的时间造访德克萨斯州，以便在决定执导前可以熟悉一下这里的环境，百代同意了他的要求:156。贝尔斯福德对此表示，“我想亲自过来看看是不是都是真的，因为要是不是，那拍这么部电影就没什么意思”。造访德克萨斯州期间，他看到了这个州与自己祖国的相似之处，这片土地让他想起了澳大利亚的乡村，他在一些偏远地区遇到的德州人也让他想到了自己国家的一些居民。他与福特见面对剧本进行讨论，后者曾是他前往德克萨斯州一些小镇时的向导。福特觉得这位导演的澳大利亚背景让其对故事的乡村性质更加敏感，这有助于成就电影的真实性:156。贝尔斯福德同意导演本片，并在之后得到了杜瓦尔的最终确定。杜瓦尔当时的合约中有一个条款授权他做出这样的选择，这也是他首次在一部电影中拥有这样的权力。

根据导演的要求，《怜情蜜意》的主要取景地点应该是一片周围没有其他建筑的荒野，这样营造出的一种孤独感对这个故事的风格非常重要

电影获得的拍摄预算为450万美元，这在当时约是好莱坞的中等标准:107。菲利普·霍伯尔表示花了近一年的时间才从百代影业获得资金，因为该公司1981年的大制作《高速公路大疯狂》（Honky Tonk Freeway）遭遇滑铁卢，2400万的投资仅收入200万美元票房。对于电影的主要拍摄地点，罗莎·李的汽车旅馆兼加油站，导演提出了一个要求，从这个地点应该再也看不到有其它建筑物或大型的人工结构:132。剧组最终选中了沃克西哈奇一条高速公路旁的废弃物业。玛丽·安·霍伯尔表示当他们询问屋主时，对方马上就直接把钥匙拿了过来。“我们就问，‘你不想签个合同，白纸黑字啥的？’他回答，‘我们这儿做事情没那么麻烦’。”
贝尔斯福德以仔细为自己电影的每一个镜头做计划而闻名，他亲自绘制了故事画板，并详细绘出自己对镜头的设想。珍妮·克劳迪亚·欧普瓦（Jeannine Claudia Oppewall）获聘出任艺术指导，导演称赞她“绝对精彩”，特别是对一些非常微小细节的关注，“从窗帘到地板上被子的颜色”。汽车旅馆的名字也是欧普瓦起的，这个词在西班牙语中是蝴蝶的意思，象征着男主角将在这里体验到精神上的复活:133。导演选择了澳大利亚的拉塞尔·波伊德（Russell Boyd）出任摄影师，又请来曾在自己之前的每一部电影中合作过的爱尔兰剪辑师威廉·M·安德森:157，还选择了伊丽莎白·麦克布莱曼担任服装设计师，这也是她首次在电影中担当这一职务，之后她也以给德克萨斯或其他南方人物角色设计服装而闻名。

### 演员

从左至右分别为泰丝·哈珀饰演的罗莎·李，罗伯特·杜瓦尔扮演的麦克·斯莱奇和阿兰·哈伯德出演的桑尼，他们的服装由伊丽莎白·麦克布莱德设计

杜瓦尔一直希望能扮演一位乡村歌手，有传言指福特是专为杜瓦尔撰写了这个角色。福特否决了这一说法，称专为某演员写角色这太拘束了，不过他的确希望杜瓦尔出演这个角色。杜瓦尔为这个角色出过很多主意，这也将成为他非常重要的一个项目。在对角色做准备的过程中，他花了数周时间在德克萨斯州内巡游，同陌生人交谈来练习适当的口音和言谈举止。他还加入了一个小型的乡村乐队，并且等到电影开拍后仍然坚持每个有空的周末都去献唱。杜瓦尔一共为了调研这个角色开了超过1094公里的路，经常请他人对自己的录音机说话，以便对其口音和谈吐进行模仿。找到一位拥有确切想要口音的人后，杜瓦尔会请他在录音机前念诵整个剧本。
泰丝·哈珀以前都是在德克萨斯州的舞台上表演，她参加本片试镜也只是希望能接演一个小角色。但导演对其表现很满意并决定选她做主角，他之后表示在哈珀以前试镜的女演员都表现出一种世俗和复杂性，与这个角色很不搭，而她带来了一种乡村的特质，并且不显单纯或愚蠢。贝尔斯福德说，“她一走向房间，都还没开始说话，我就想，这就是那个扮演主角的女孩子了。”哈珀说当贝尔斯福德出现在她家门口，一手拿着一瓶香槟时，她知道自己赢得了这个角色。《怜情蜜意》是泰丝·哈珀的银幕处女作，她是如此兴奋，以致用牙去咬自己的剧本来确定这是真的。电影拍摄结束后，杜瓦尔送给她一件蓝色的牛仔姑娘衬衫，还有一张卡上写着，“你真的‘就是’罗莎·李”:160。
贝尔斯福德造访了多所学校并面试了许多孩子出演桑尼一角，他最后在德克萨斯州的一个名叫巴黎（Paris）的小镇上见到了艾伦·哈伯德。导演表示选中哈伯德的原因与哈珀类似，都是基于一种单纯、乡村的特质。这个孩子与桑尼一样父亲早亡，所以可以比较容易入戏。有些媒体曾错误地报道称哈伯德的父亲也是在越南战死的，称哈伯德正是这部电影的故事背景。包括导演在内的其他剧组人员都是在电影开拍后才得知这个孩子的父亲已经故世:157。杜瓦尔与哈伯德发展出了一段强烈而可信的关系，福特认为这促进了两人在银幕上表演的真实感。哈伯德和杜瓦尔在拍摄期间的空隙里经常一起弹吉他。
贝蒂·巴克利在纽约参加了试镜，她获选很大程度上因为其歌声，贝尔斯福德表示参加试镜的女演员中没有几位能唱歌的。巴克利来自德克萨斯州的沃思堡，接近格雷普韦恩，当她的演唱会戏段在那里拍摄时，她全家都以临时演员身份参加了演出:160。杜瓦尔表示自己觉得巴克利完美地传达了一位乡村歌手最深层次的挫折感，并且给角色带来了真实感。
艾伦·巴金也是在纽约试镜时打动了导演而入选的。当时她只在电视电影中出现过，电影处女作《餐馆》（Diner）尚未上映。拍摄《餐馆》期间她曾对自己的经济人开起了将来接演角色的玩笑：“再也不演问题少年了，除非是与罗伯特·德尼罗、罗伯特·杜瓦尔或是罗伯特·雷德福合作”。 杜瓦尔评价巴金“给角色带来了真正的可信度，再加上她年轻又有魅力，而且有着一定的边缘感，这对她有些危险，但对这个角色很有好处。一些媒体报道称杜瓦尔和巴金在电影拍摄期间曾有段短暂情史。
威尔福德·布利姆雷是杜瓦尔的好友，在后者的坚持下布利姆雷得到了出演哈里一角的机会，杜瓦尔当时与导演合不来，于是想找一个“会站在我这边，我能够倾诉的人”。贝尔斯福德觉得布利姆雷出演这个角色有些太老了，但最终他还是同意由其来扮演哈里一角。

### 拍摄

《怜情蜜意》的大部分镜头都是在德克萨斯州埃利斯县的一个名叫沃克西哈奇的小镇上拍摄的

《怜情蜜意》的大部分镜头是在德克萨斯州中北部埃利斯县的沃克西哈奇和帕尔默（Palmer）两个小镇上拍摄的。贝尔斯福德在很大程度上避开了镇上的维多利亚式建筑和其它一些美丽如画的元素，反而专注在能够体现该州西部特点的那些相对荒芜的地区。电影中所描绘小镇的名字一直没有揭露，福特表示自己在撰写剧本时并没有像贝尔斯福德那样将这里想象成一片蛮荒之地，但他觉得导演营造的氛围更适合讲述这个故事。
电影的主体拍摄工作于1981年11月2日开始至同年12月23日结束:158-159。用于园艺场景的植物到了晚上会搬进室内以免冻死:126。由于时间紧张，剧组和演员每周工作七天，每天工作的时间都很长。剧组人员大部分来自达拉斯，大家无论在片场还是下班后相处都还愉快:158-159，但导演和男主角之间却出现了摩擦。贝尔斯福德通常会一丝不苟地设计好每个镜头，而杜瓦尔习惯于在片场以更自由的互让妥协方式工作，因此感觉受到了导演做法的限制。虽说杜瓦尔通常会认同对方作为导演的能力，但他还是这样评价了贝尔斯福德：“他做起事来很专制，我可不吃这一套。老兄，我必须要有我的自由。”:158-159导演对男主角的表演方法没有什么意见，但杜瓦尔的脾性还是激怒了他。在与哈珀和巴金拍摄一场戏时，贝尔斯福德在与杜瓦尔通电话时感到非常沮丧，他对杜瓦尔说，“要是你想来导演这部电影，尽管动手”，然后离开了片场。他乘飞机去了纽约并有报道称其打算退出，之后杜瓦尔也飞过去两人进行了交谈。经进一步讨论后，两人各自做出一些让步并返回继续拍摄:158-159。
贝尔斯福德也与布利姆雷在片场发生了冲突。电影开拍第一天，他要求对方“加快脚步”（pick up the pace，字面意思是“把步伐捡起来”），结果布利姆雷回答，“嘿，我又没看见谁把步伐给弄掉了。”:158-159另外有一次当导演试图向演员建议哈里一角应该如此这般时，杜瓦尔记得布利姆雷这样回应，“你听着，我可告诉你，我就是哈里。哈里不是在那儿，也不是在这儿。除非你炒了我另请高明，（不然）我就是哈里，不管我怎么做那都是好的，因为我就是哈里。”杜瓦尔表示自己相信在片场的这些扯皮将导演和演员的看法相融合，并最终提高了电影的品质。贝尔福雷德也有类似看法，他觉得这些争吵并没有对电影造成负面影响，因为他和杜瓦尔从来没有在对麦克·斯莱奇一角的解读上存在不同看法。
哈珀这样形容杜瓦尔融入角色的程度：“有人曾问我，‘哎，罗伯特·杜瓦尔这人怎么样？’而我回答，‘我不认识罗伯特·杜瓦尔，不过我与麦克·斯莱奇很熟。’”贝尔斯福德也认为其向角色的转变非常真实可信。杜瓦尔努力向首次出演电影的哈珀提供帮助，比如在准备拍摄一场麦克和罗莎·李吵架的戏时，他当着哈珀的面朝一位化妆师大吼来让她生气，这段镜头拍完后他向该化妆师道了歉。
摄影师拉塞尔·波伊德主要利用可用光线来给电影一种自然的感觉，贝尔斯福德表示这对影片的真实感至关重要。哈珀表示波伊德在电影拍摄期间太安静了，基本上只会用三个词：“‘是’、‘对’和‘好’。”贝尔斯福德、福特和杜瓦尔考虑用麦克一边整理家里的园林，一边与罗莎·李讨论自己失去女儿的痛楚这一戏码来作为电影的高潮。导演与摄影师使用广角长镜头来拍摄这场戏，这样就可以流畅而不会中断地将其完成，背景则是德克萨斯州孤寂的山水。当制片公司收到样片时，他们联系了导演要求拍摄特写镜头来交切，但他坚持保留这些长镜头不做更改。杜瓦尔表示自己感觉这一段镜头强调了麦克在面对悲剧和损失时坚韧不拔的精神。

### 音乐
《怜情蜜意》中没有包含原创电影配乐，电影的原声带只包括了片中出现过的歌曲和吉他演奏段落。之前曾有作曲家为电影创作过配乐，但贝尔斯福德觉得其中的曲调“太过甜蜜”，并且结合电影中相应的前后关系会显得很虚假因而没有采用。不过他还是承认这些曲目“非常精巧”。杜瓦尔在合同中坚持要在电影中亲自献唱，他对此表示“要是你自己‘唱’的歌反而不是你自己唱的，那还有什么意义？另找个人来配音？我觉得这样实在没意思”。电影的出资方起初担心他能不能唱得够好，但在杜瓦尔无伴奏演唱片中用到的乡村歌曲《在鸽子的翅膀上》后，这些担心都得到了消除。杜瓦尔和贝尔斯福德一起决定让麦克在女儿重聚后这样一个不寻常的情感时刻演唱。在这个镜头中，麦克背对镜头眼望窗外，唱起《在鸽子的翅膀上》。编剧福特表示这样的安排让这个镜头更加动人，称其是电影中“非凡的一刻”。麦克创作了片中出现的另外两首歌，《傻瓜圆舞曲》（Fool's Waltz，意译）和《我决定永远离开这里》（I've Decided to Leave Here Forever，意译）。一些人相信包括威利·纳尔逊（Willie Nelson）、乔治·琼斯和梅尔·哈格阿德（Merle Haggard）在内的多位有影响的乡村歌手对杜瓦尔所描绘的麦克一角有所影响，但他坚持这一角色没有特别以任何人为蓝本。另一位乡村歌星维隆·杰宁斯（Waylon Jennings）赞扬了他的表演，称他已经“成就了不可能”。
贝蒂·巴克利也有在片中献唱，其中的一首《Over You》获得了一项奥斯卡最佳原创歌曲奖提名。不过这首歌在广播电台播放时却选择了由另一位乡村歌手来演唱，并且到了1984年4月9日举行的第56届奥斯卡颁奖典礼上，这首歌又是由麦克·戴维斯（Mac Davis）演唱的。电影中用到的其它歌曲还包括、和。

## 主题及解读

### 爱情与家庭
麦克·斯莱克很大程度上是通过他与罗莎·李的关系和最终两人走入婚姻而获得了救赎:125-126:58-59，这点与本片编剧福特的经历有着一定的相似之处。他向《纽约时报》表示，自己与莉莉安·瓦莉什·福特的婚姻正是促使他前进的动力，“（她）让我继续。她从不失去信心，而这真是很难得。我不知道我们是怎么做到的，但我们做到了”:58-59。电影后半部分麦克与他加入的新乡村乐队表演的歌曲的歌词，体现出爱对他的影响。他唱道某人帮他扶住了楼梯让他能够爬上楼顶，这一扶象征着罗莎的爱和引导，让斯莱奇得以改善并成就新的人生:131:58-59。迪克茜·斯科特演唱的歌曲代表了斯莱奇过去散漫的情史，带有更多性行为的暗示，如《镇上最棒的卧室》（The Best Bedroom in Town，意译）中唱道：“最棒的就是/大厅尽头的那个房间/那就是你和我让一切都变得美好……我们庆祝我们所找到的快乐/每个晚上，在镇上最棒的卧室。”:58-59而麦克马上离开演唱会现场象征着他对自己过去生活的拒绝:58-59。与之形成对比的是罗莎·李唱起谦卑的教堂赞歌，“耶酥，救主，指引我”:113-114。在相当程度上，电影强调了女性角色在家庭生活中的重要性——虽然麦克在他的新家庭中扮演着一家之长的角色，但这只是因为有着罗莎·李的支持才得以成立:49。社会学家诺曼·K·邓津（Norman K. Denzin）指出，《怜情蜜意》中体现了许多从上瘾状态恢复的办法，这些办法大都来源于匿名戒酒会的十二步项目。电影和互助团体的方案都倡导了触及谷底，下定决心停止饮酒，直面过去并为生活找到一个精神寄托等理念:46。
《怜情蜜意》还强调了父亲与孩子的主题，这样的主题在福特的作品中也很常见。麦克不仅通过皈依基督教与他的精神之父重聚，他还与给自己一个惊奇的亲生女儿苏·安妮团聚了。学者丽贝卡·卢特瑞尔·布莱利认为，虽然在电影前半部分麦克开始与罗莎·拉和桑尼一起种下新的植物，但这并不足以满足他获得救赎的渴望，例如他差一点就开车离开这个家庭并重新开始酗酒。据布莱利所说，苏·安妮的拜访促使麦克意识到，与她的合解和两人父女关系的重新建立正是自己寻求救赎过程中所缺乏的成分。两人见面后麦克唱起《在鸽子的翅膀上》更进一步证明了这一点:134，歌词中描绘上帝给自己的儿子耶穌施洗，这正与斯莱奇和女儿之间的合解联系起来，在精神和现实之间架起了桥梁:109。不过据布莱利所说，苏·安妮的意外去世也表明“所有的关系都无法破镜重圆，有些是因为个人选择，有些是由于命数使然。这个场景中强调了在这个世界上的父亲错失与孩子们相处机会的辛酸。”:112
桑尼（Sonny）的名字是“儿子”（son）的派生词，他与麦克之间的关系是电影对父亲与孩子这一主题进行探索的核心。桑尼试图通过老照片、母亲的记忆和拜访生父的坟墓来想象父亲的形象，只是他永远都不会再有机会了解了。桑尼在麦克身上找到了父亲的身影——当另一个男孩问他是不是喜欢麦克多过自己的生父，桑尼说是的，因为他根本不认识自己的生父。布莱利表示，这“强调了福特之前所指出的血缘关系与陪伴之间的区别”:114-115。电影的最后一幕，麦克用自己送给桑尼作为礼物的一颗橄榄球和孩子玩起了抛接，这象征虽然麦克已经失去了女儿，但如今他有了第二次机会来与桑尼建立一段父亲与孩子的关系:113:140。这一主题还有通过麦克和几位年轻乐队成员的关系得以体现，几位年轻人表示自己深受麦克的启发，在大家终于见面前，麦克就在他们的生命中扮演了一段时间的家长角色。斯莱奇最后加入了他们的乐队，以一种更为直接的方式给予他们父亲般的建议:111。

### 宗教信仰
麦克的救赎和自我进步与他皈依基督教的过程并行:109:59-63。布莱利认为，“截至目前，这个剧本中对基督教家庭的强调要超过福特的其它任何一部作品”:59-63。在罗莎·李的鼓励下，麦克开始定期到教堂作礼拜，并最终与桑尼一起首度受洗。在教堂时他也会哼唱赞歌“耶酥，救主，指引我”，这象征着他生活的新方向:59。桑尼在两人受洗后问麦克是否已经感觉到有什么不一样的地方，麦克回答，“还没有”。有学者认为，这一回应表明麦克相信自己与上帝的重聚将给他的生活带来很有意义的改变:110:135-136。布莱利指出，从这以后，麦克才得以建立包括与那些年轻乐队成员在内的其他关系，并“作为一个男人发展自己的成功潜力”:110。麦克对一位问起自己是否真的是麦克·斯莱奇的粉丝回答，“是的，夫人，我猜我曾经是的”，布莱利认为这一回应表明他已经通过受洗，洗去了自己以前的人生:111。
在一个场景中，罗莎·李告诉麦克，“我为你祈祷，当我感谢主的怜情蜜意时，你是我最先想到的。”学者罗伯特·杰威特（Robert Jewett）将这句台词与《罗马书》12中的第一首诗对比，其中保罗呼吁基督徒以神的慈悲为他人服务:55。麦克救赎中的许多元素，皈依基督教、与罗莎·李的关系在镜头外萌芽以及两人的婚姻。杰威特认为这与“对上帝的慈悲保持信仰的主题一致，是罗马书中生命的秘密……这是一个信仰问题，难以捉摸而且无质无形”:59-63。他还把麦克的故事与亚伯拉罕对比，因为“就像斯莱奇的故事一样，（亚伯拉罕的故事也是）以上帝的慈悲提供一个未来为核心”:55。罗马书4中讲述，亚伯拉罕和妻子撒拉已经年长无法再生孩子，但亚伯拉罕发展出一种上帝将会提供一位继承人的信仰，之后也的确如此，尽管保罗认为保罗并没有做出任何值得获得这一奇迹的功绩。杰威特形容麦克那自私和恶劣的过去也与其获得的救赎不配，他首次见到罗莎·李时就是个想赖在一间汽车旅馆房间不走的酒鬼，之前一晚又在一次打架后酒醉晕迷。但罗莎却接受了他的请求，虽然他没有做出任何值得自己关心爱护的举动，但罗莎最终还是爱上了他。“这是一个不配获得的恩典，是一位单纯的女性给出的天意般的礼物，她还在继续地为他祈祷，并为生命中有他而感激”:56-58。
不过，当麦克痛失女儿时，用布莱利的话说，他意识到“他作为一个基督徒的生活已经不再像以前那样保护自己远离这个世界的悲剧了”:112。寻找救赎以前，斯莱奇曾质问上帝为什么让他的生命变成这样，特别是为什么死的是他的女儿而不是他自己。评论家形容这是神义论的一个典型例子，为什么会有罪恶是基督徒经常会面对的问题:137:142。学者理查德·里奥纳多（Richard Leonard）写道，“对所有信徒来说，苦难的意义是一个普遍的问题……没有哪个回答能彻底让人满意，至少所有上帝让不好的事情发生来教导我们什么道理这样的解释是不能让人满意的。”女儿死后，麦克带着不确定的心情继续自己的人生直到电影结束，杰威特对此总结道，“电影的这个信息是我们没有最终的保证，就像亚伯拉罕一样。但我们能够保持信仰，对我们获得的怜情蜜意的信仰。”:60

### 死亡与重生
麦克在面对死神的同时体验了自己精神上的重生，无论是在桑尼父亲死于越战的过去，还是他的女儿因车祸遇难的现在，后者对麦克的新生活构成了威胁，得知这一消息时他关掉了正在播放自己一首新歌的收音机:135。里奥纳多对此写道，“抑郁感就像给《怜情蜜意》蒙上了一层阴影，（但）电影中也以找到出路的喜悦而给人启发……麦克找到了出路，找到了真相，找到了自己想要的生活”。在电影的高潮戏段，麦克告诉罗莎·李自己也曾有一次差点死于车祸，这也强迫他面对为什么自己可以活下去而其他人却要死去的问题。杰威特对此写道，“麦克·斯莱格没法相信幸福，因为幸福仍然是令人费解的。但他信任那神秘引导自己活下来的慈悲”:62。
在电影的开头，麦克已经接近死亡，他从酒醉的晕迷中醒来，身处荒郊野外的一间小店身上一无所有。学者罗伊·M·安克（认为这“反映了他自己灵魂的现状”:124。片中有一幕麦克因为嗓音问题而无法演唱时说，“不用为我感到难过，罗莎·李，我还没死呢。”这一类的台词意味着死亡的威胁:62。在几个持续时间较长的镜头中，广阔的天空令麦克、罗莎·李和桑尼显得很渺小，这象征了他们的与世隔绝，以及人类生存的脆弱性:132。麦克在女儿死后并没有走上酗酒和暴力的老路，而是继续与罗莎·李和桑尼的新生活，这一点与福特的作品中主人翁克服悲剧的打击，并将其作为自己成长和成熟机遇的主题相符:112-113。

## 发行

### 分配上映
菲利普·S·霍伯尔和他的妻子玛丽花了很长时间来为电影寻找销售商但一无所获。男主角罗伯特开始怀疑影片根本就不会有大范围上映的机会，并且这时他也忙于为自己编剧、执导并亲自担任制片人的另一部电影寻找发行商。最终，环球影业同意发行本片:167，但首先要进行几轮测试放映。对此导演布鲁斯将之形容为他所有过最不同经常的经历。他说测试放映时观众看起来很投入，电影院内安静得连“一张纸掉在地上的声音都能听见”。但是这些观众看完电影后的反馈却——用导演自己的话说：“简直就是场灾难。”结果，环球影业的高层对影片失去了信心，因此也没有对其宣传作出多大努力:115。霍顿曾表示，“我并不知道他们是不喜欢这部电影，我以为他们只是认为这片子平淡无奇，无关紧要，很快就会消失在历史的长河中。”其它制片公司的同行也对本片不屑一顾，派拉蒙电影公司的一位代表就形容它“就像一张干巴巴的画”:115。

### 电影节及院线上映
《怜情蜜意》于1983年3月4日开始发行，但仅在3家分别位于纽约、洛杉矶和芝加哥的电影院上映，注意到这一点的《纽约时报》影评人文森特·坎拜（Vincent Canby）在其文章中写道：“每年这个时候，各电影发行商就会把他们觉得赚不了什么钱，不值得浪费圣诞节、暑期之类黄金档期上映的电影给‘放映处理’掉。”:167之前罗伯特·杜瓦尔编导并主演的另一部电影在一定程度上提升了他的曝光度，但对本片并没有什么帮助:167。杜瓦尔还认为对南方文化和乡村音乐缺乏了解也进一步降低了制片公司对本片的信心。当乡村歌手威利·纳尔逊主动提出愿意帮助宣传这部电影时，环球的一位高层决策人员告诉杜瓦尔说她不明白一个歌手怎么能对电影的宣传起到什么作用。对此杜瓦尔说，这代表了电影公司无论对这部电影还是对乡村音乐都缺乏一个基本的了解。
影片参加了1983年戛纳电影节的角逐，这里通常被认为比较青睐那些更加黑暗和暴力的电影如《杀人的夏天》（L'Été meurtrier）、《明月照沟渠》（La Lune dans le caniveau）及《俘虏》。影片也参加了在新德里举行的1983年印度国际电影节。但由林赛·安德森领头的评审团认为包括《怜情蜜意》在内所有参加角逐的电影都不足以拿下电影节的最高荣誉，金孔雀奖。电影评论员枸古·亚伯拉罕（Jugu Abraham）对此表示这个评审团的标准比奥斯卡金像奖还高，《怜情蜜意》在电影节上无所斩获正是“一个对于有些人优秀的电影他人未必看得上眼的典型例证”。

### 家用媒体
经过短暂的影院发行后，环球很快将电影的版权卖给了有线电视公司，允许《怜情蜜意》在电视上播放。当电影最初发行近一年后意外获得5项奥斯卡金像奖提名时，公司试图在电影院重新上映，然而，电视台在奥斯卡颁奖典礼约一周前开始播放本片，这也自然地导致了所有院线放映的想法落空。1984年3月，电影在HBO首播，其在所有购买了有线电视的家庭中收视率超过了三大电视网:181。之后《怜情蜜意》发行了VHS录像带，并于1999年6月22日首度发行DVD。

## 反响

### 票房收入
《怜情蜜意》上映后的票房表现不佳:181，在其上映的前3天（3月4-6日），影片在美国最大的3个城市一共只获得了46977美元的票房收入。其中纽约21183美元，洛杉矶收入18254美元，芝加哥收入7540美元。影片之后一共在37家电影院上映，总计票房收入为844万3124美元。

### 专业评价
《怜情蜜意》收到了评论界较为正面的评价:116:181，根据烂蕃茄上收集的20篇专业评论文章，其中17篇给出了“新鲜”的正面评价，“新鲜度”为85%，平均得分7.3（满分10分）。
《时代周刊》的理查德·科利斯（Richard Corliss）声称这是“新的一年最好的电影”。《圣地亚哥联合论坛报》（U-T San Diego）的卡罗尔·奥尔腾（Carol Olten）也称《怜情蜜意》是1983年的最佳电影，而且是“带有罗伯特·杜瓦尔最辉煌演出，最淒美但又最豪爽的年度电影”。《纽约时报》的简妮特·玛丝琳（Janet Maslin）写道，“这是一部娇小、可爱，而且多少有些超载的电影，其核心有关小镇生活、孤独、乡村音乐、婚姻、离异和父母的关爱，而所有这些都保持了平衡。但是，缺乏一个单一、尖锐的戏剧性故事主线让电影的朴实和清晰程度略受影响，不过考虑到其它议题的表现，这个代价还是比较小的”。她也称赞了贝尔斯福德的导演技巧。《时代周刊》的坎拜写道，“《怜情蜜意》从每一个方面都是如此优秀，已经有了重新发现过去几十年来被一些电影制作者贬低的电影小说的效果:167。里奥纳多·马尔汀（Leonard Maltin）给予影片三星的评价（最高四星），特别称赞了杜瓦尔的表演并形容这是一部“优质但极其低调的电影”，不过他觉得福特的剧本“更像是一系列的小插曲而不是一整个故事”。《基督科学箴言报》的大卫·斯科里特赞扬了电影体现的价值，突显了人性的美好一面而且避免了对一个含蓄且低调的故事加以花哨和快速的剪辑，影片还略去了性爱、毒品和暴力，保持一个适合所有年龄观看的评级。不过他还感觉电影有几个地方有些趋于通俗剧，并且电影的“音乐有一些甜腻......特别是在结尾”。
其他一些评论家表示了对影片的不同看法。《新闻周刊》的大卫·安森（David Ansen）表示自己“虽然尊重导演小就是美的理念，但这个故事也未免有些太小了......贝尔斯福德可爱的小电影看起来是那么害怕走错一步，以致干脆一步都不走了。《环球邮报》的琳达·贝斯（Linda Beath）称赞杜瓦尔给出了“神话般的”表演，但这部电影与贝尔斯福德的澳大利亚电影相比“非常微不足道”。《华盛顿邮报》的加里·阿诺德（Gary Arnold）批评了电影的节奏和气氛，认为贝蒂·巴克利在片中的表演才是影片唯一有价值的部分。“《怜情蜜意》的失败来自于其明显暗淡的观感经常会超越戏剧性，他们并不知道自己已经走上了岔道，自己想讲的故事已经有了一个错误的结局”。
许多评论家特别称赞了杜瓦尔的表演，斯特里特称其是“近来银幕上所达到最精心锻造的成就之一”。安森称“罗伯特·杜瓦尔成就了自己又一次超凡的融入表演，他完全融入到了麦克·斯莱奇这个角色中”。玛丝琳认为他“如此周到地转变成了麦克，甚至走起路来都有着德州人的步态”，她还称赞了几位配角的表演。《人物周刊》的一份评论认为“杜瓦尔毫无保留，这可不简单。他那带啤酒味的歌声是一个启示，他那简约明朗的演技正是奖项发明的原因。”该评论还形容贝蒂·巴克利的角色虽然“犯贱”，但表现却很“辉煌”。杜瓦尔也因出演自己第一个浪漫情感角色而获得赞赏，他对此回应道，“这是唯一一部我听人说我很性感的电影。这真浪漫。乡村的浪漫。这几乎是我最喜欢的部分。”
电影上映十年后还有新的评论出现，评论家丹尼·皮瑞（Danny Peary）表示他发现杜瓦尔对角色内敛的刻划“极其令人恼火”，他也批评了除巴克利外所有的演员，因为其“柔和且溢于言表的情绪，虚假的‘真诚’表演。你就是会希望他们都开始给对方挠痒痒”。皮瑞还写了一本题为《备用奥斯卡》的书，列出他个人认为每年应该获奖的电影，结果里面《怜情蜜意》啥奖也没有，其中最佳男主角奖的得主是《凡夫俗女》（Educating Rita）中的迈克尔·凯恩。2009年6月，影评人罗杰·艾伯特将《怜情蜜意》列入“伟大电影”名单中，这是一个他人评选的史上最重要电影名单。他认为这是杜瓦尔最被低估的表演之一，同样还有福特简约的故事和贝尔斯福德耐心且克制的导演技巧。艾伯特称福特的剧本中“朴实的角色引开了对他这个简约故事的吸引力，所有多余的装饰都一一剥离......很少有电影能比《怜情蜜意》用更少的阐述表达了更多的内容”。

### 所获荣誉
第56届奥斯卡金像奖提名名单于《怜情蜜意》上映10个月后正式公布，影片获得了最佳影片、导演、男主角、原著剧本、原创歌曲5项提名。但这之前，无论制片方还是影片的制作人员都没有为影片参加角逐花费多少心力。影片一共只为此在《综艺》杂志上购买了4份广告，而且罗伯特·杜瓦尔本人也拒绝为影片或是他自己造势宣传。导演和制片工作室在得知影片获得了包括最佳影片奖在内的5项提名时都很意外，而之前获得了金球奖提名的泰丝·哈珀原被认为将成为女主角奖或女配角奖的有力竞争者，但最终她没有得到任何一项提名。
罗伯特·杜瓦尔是本届奥斯卡奖角逐中提名男主角奖的唯一一位美国演员，另外4位获提名的均为英国演员，分别是迈克尔·凯恩、阿尔伯特·芬尼、汤姆·康蒂（Tom Conti）和汤姆·康特奈（Tom Courtenay）。罗伯特·杜瓦尔在颁奖典礼前接受采访时声称：“好莱坞有很多人都抱有一种那些英国人不知怎么的就是要比咱们强的态度。”这一不当言论冒犯了不少英国人士。而在之后成功胜出发表致辞时他说，“知道自己深受家乡人民喜爱的感觉真好。”:176本片上映6年后，《纽约时报》专栏作家南·C·罗伯森（Nan C. Robertson）在其所著的一篇介绍罗伯特·杜瓦尔的文章中写道，虽然之前他已经4次获学院奖提名，“但直到因1983年的这部电影成功获奖后……电影观众才真正意识到他的实力和价值，而这些在以前并没有多少人注意到，以致于杜瓦尔先生总是一次又一次地红而不紫。”
本片编剧霍顿·福特之前曾因1962年的电影《杀死一只知更鸟》获第35届学院奖原著改编奖。但当时他一点都没觉得自己能够胜出，以致于根本就没有去颁奖典礼现场领奖。所以这一次他获得提名后就决定自己一定要到场，最终他果然胜出。另外，影片在评论界获得的成功也让他开始在今后的电影创作中扮演更有权力的角色，包括涉及电影重大决策的最终决定和否决权。如果发行方拒绝给予他这样的权力，那么他就干脆直接拒绝参加影片的拍摄工作:107。
| 《怜情蜜意》所获奖项及提名              | 《怜情蜜意》所获奖项及提名 |
| 第56届奥斯卡金像奖                      | 第56届奥斯卡金像奖         |
| --------------------------------------- | -------------------------- |
| 男主角奖：罗伯特·杜瓦尔                 | 获奖                       |
| 原著剧本：霍顿·福特                     | 获奖                       |
| 最佳影片                                | 提名                       |
| 导演：布鲁斯·贝尔斯福德                 | 提名                       |
| 原创歌曲：“”                            | 提名                       |
| 第41届金球奖                            |                            |
| 最佳电影男主角（正剧类）：罗伯特·杜瓦尔 | 获奖                       |
| 最佳影片（正剧类）                      | 提名                       |
| 最佳导演：布鲁斯·贝尔斯福德             | 提名                       |
| 最佳电影女配角：泰丝·哈珀               | 提名                       |
| 最佳原创歌曲：《Over You》              | 提名                       |
| 1983年戛纳电影节                        |                            |
| 金棕榈奖：布鲁斯·贝尔斯福德             | 提名                       |
| 堪萨斯市影评人协会奖                    |                            |
| 最佳男主角：罗伯特·杜瓦尔               | 获奖                       |
| 洛杉矶影评人协会奖                      |                            |
| 最佳男主角：罗伯特·杜瓦尔               | 获奖                       |
| 纽约影评人协会奖                        |                            |
| 最佳男主角：罗伯特·杜瓦尔               | 获奖                       |
| 美国编剧工会奖                          |                            |
| 最佳原著剧本：霍顿·福特                 | 获奖                       |
| 美国导演工会奖                          |                            |
| 杰出电影导演：布鲁斯·贝尔斯福德         | 提名                       |
| 青年艺术家奖                            |                            |
| 最佳电影男配角：阿兰·赫巴德             | 提名                       |